# Victoria Memorial (Calcuta)

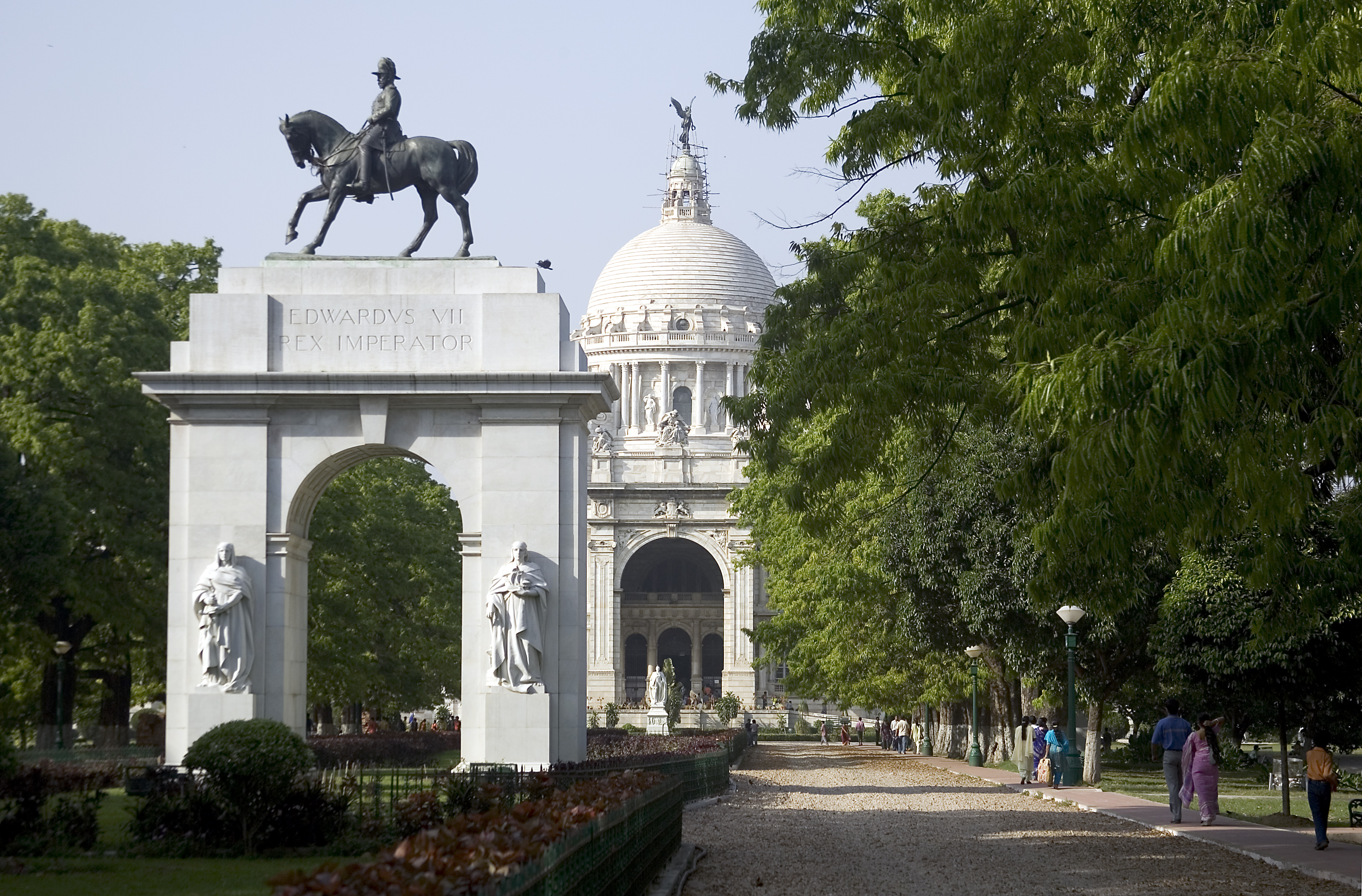

El Victoria Memorial o monumento en memoria de la Reina Victoria (en bengalí: ভিক্টোরিয়া মেমোরিয়াল হল), es un monumento conmemorativo situado en la ciudad india de Calcuta (Bengala Occidental). En la actualidad funciona como museo y como atracción turística. Se trata de un organismo autónomo dentro del departamento de Cultura de la India.

## Historia
Fue construido cuando la India era parte del Imperio británico con la intención de homenajear a la reina Victoria de Inglaterra tras su fallecimiento en 1901. El monumento fue diseñado por sir William Emerson en estilo indo-sarraceno, con incorporación de elementos de la arquitectura mogola en la edificación. Lord Redesdale y sir David Prain diseñaron los jardines. La primera piedra del monumento fue colocada en 1906.
El edificio tardó más de 15 años en construirse. El rey Jorge V (entonces todavía príncipe de Gales) fue quién puso la primera piedra del monumento el 4 de enero de 1906 y el edificio fue abierto al público en 1921. Actualmente es un museo, uno de los baluartes culturales más importantes de la India, dedicado a la pintura, y que está igualmente consagrado a la conservación de su patrimonio histórico documental.
Tiene también óleos de gran tamaño en la Galería Real, que ilustran episodios de la larga y agitada vida de la reina Victoria y su reinado, y una monumental estatua de la reina.